# Lorenzo Adolfo Denci
Lorenzo Adolfo Denci (Pitigliano, 17 giugno 1881 – Pitigliano, 17 giugno 1944) è stato un fotografo italiano.

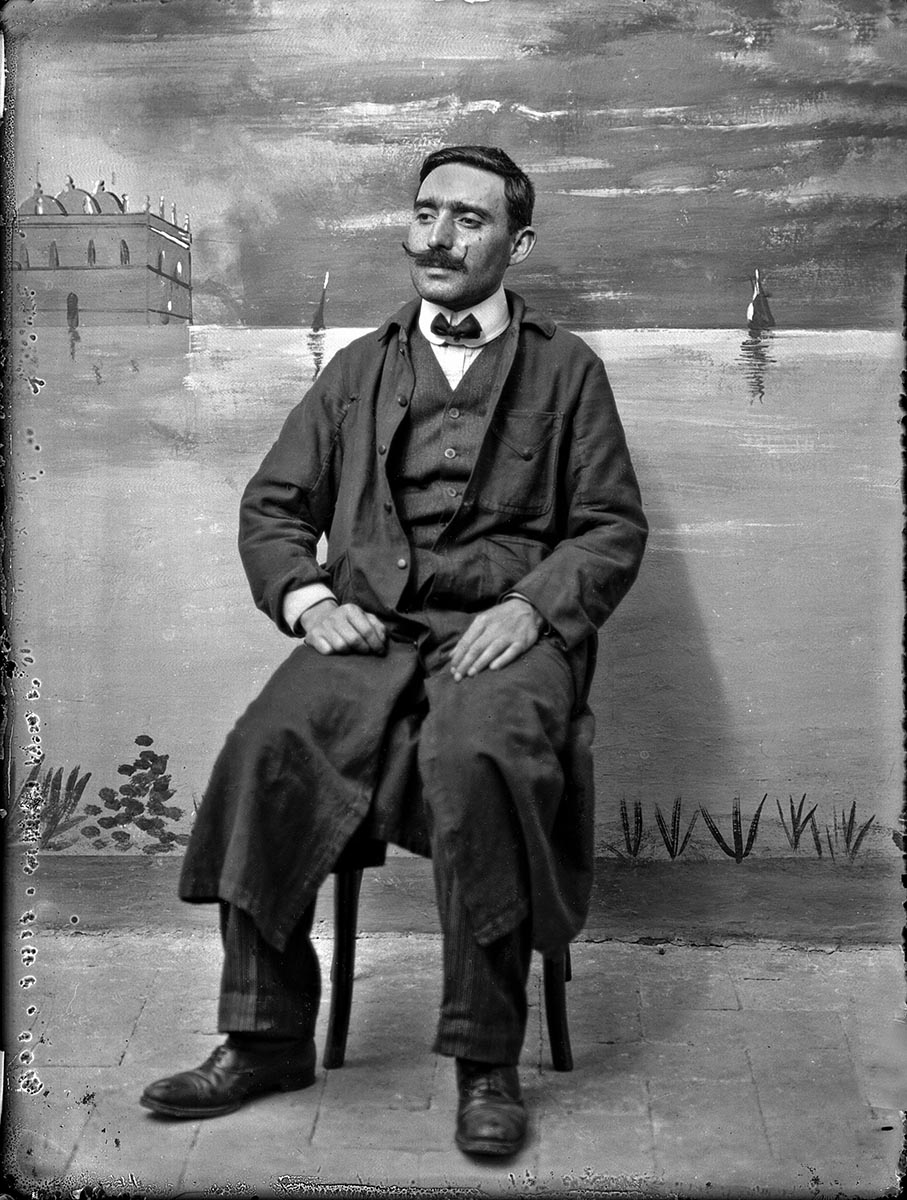
Autoritratto di Lorenzo Adolfo Denci nel 1915 circa

L'importanza di Denci è quella di aver raccolto, nella prima metà del Novecento, gran parte delle testimonianze della vita, soprattutto paesana e contadina, della gente comune della Maremma Grossetana. Il pronipote Ildebrando Denci ha riunito e digitalizzato l'archivio e ne ha reso possibile la fruizione.

## Biografia
Lorenzo Adolfo Denci, detto "Adolfino", nacque da Giovanni e da Emila Belli, primo di cinque fratelli. Si dedicò fin da giovanissimo alla fotografia e nel 1905 vinse una medaglia d'oro all'Esposizione Universale a Berlino, anche se da una verifica risulta che quell'anno l'Esposizione Universale ebbe luogo a Liegi, in Belgio. Il successo che ne derivò lo pose in evidenza e raccolse attorno a sé alcuni intellettuali e docenti universitari che avevano la necessità di illustrare libri e riviste archeologiche e scientifiche con fotografie, ma anche di documentare scavi e non solo, come ad esempio l'insegnamento nelle scuole.
Nel frattempo, Denci aveva sposato la compaesana Ester Orlandi da cui era nata la figlia Annunziata. Rimasto successivamente vedovo, si sposò nuovamente nel 1912 con Giuseppina Mangiò, ostetrica, che gli sopravvivrà.
Denci girava per la Maremma fotografando contadini, poderi, bestiame, bambini, paludi e, dopo l'avvento del fascismo, per quanto non sposasse quell'ideologia, veniva chiamato a riprendere adunate, riunioni, marce e tutti gli impegni pubblici dei vari gerarchi e capetti locali.
Nel suo studio aveva una vasta clientela che richiedeva ritratti, feste religiose e celebrazioni, ma egli dimostrava interesse anche ai lavori tradizionali e ai soggetti quotidiani, come stalle, frantoi, vicoli e faccende domestiche.
Morì il giorno del suo compleanno, all'età di 63 anni, sotto il bombardamento alleato che colpì in pieno l'edificio del Monte dei Paschi di Siena dove si trovava.
Dimenticato dopo la morte, anche se alcune lastre fotografiche erano note alla Soprintendenza di Siena per via dei monumenti da lui fotografati, fu solo grazie alla perseveranza di Ildebrando che dal 2000 è stato possibile recuperare e digitalizzare gran parte del suo lavoro, che risulta realistico, lontano dagli sfarzi del regime e dalle mode del tempo, ma più vicino alla gente comune. La sua opera comprende oltre 2000 lastre fotografiche che rappresentano la storia sociale e umana della Maremma.
Nel 2017 il comune Pitigliano dedicò a Denci una mostra di oltre 50 immagini che cercò di riassumere il lavoro della sua vita.
In occasione del Photofestival e grazie alla collaborazione tra Roberto Mutti, Gabriele Reina e Alberto Bolzani e al ritrovamento di un cospicuo numero di foto originali, nel 2018 la Galleria Bolzani a Milano ha allestito la mostra: "Pitigliano e dintorni in bianco&nero, nelle fotografie originali di Lorenzo Adolfo Denci (Pitigliano 1881-1944)".